# Hans Joachim Bremermann
Hans Joachim Bremermann  (Brême, 14 septembre 1926 - Berkeley, 21 février 1996) est un mathématicien et biophysicien germano-américain, connu notamment pour ses contributions en science informatique qui l'ont amené à formuler la limite de Bremermann.

## Biographie
Hans Joachim Bremermann est né le 14 septembre 1926 à Brême de Bernard Bremermann et Berta Wicke.
Il n'a que 13 ans lorsqu'éclate la Seconde Guerre mondiale, ce qui ne lui permet pas de mener ses études dans des conditions normales. Ce n'est qu'après la fin du conflit qu'il commence à faire montre de grandes aptitudes pour les mathématiques. Il passe son examen d'état (le staatsexam) en mathématiques et physique en 1951 à Münster et soutient sa thèse de doctorat la même année à l'université de Münster (dont le sujet est Die Charakterisierung von Regularitätsgebieten durch pseudokonvexe Funktionen).
Il voyage aux États-Unis en 1952 où il occupe un poste de chercheur associé à l'université Stanford avant d'être nommé, en 1953, chercheur à l'université Harvard.
Le 16 mai 1954, il se marie avec Maria Isabel Lopez Perez de Ojeda, une professeure de langues romanes à l'université d'État de San Francisco originaire de Santa Pola en Espagne,.
Il retourne enseigner à Münster pendant l'année académique 1954-55 avant de retourner aux États-Unis successivement à Princeton entre 1955 et 1957, puis à l'université de Washington en 1957-58, puis de nouveau à Princeton en 1958-59. C'est en 1959 qu'il accepte un poste de professeur associé à l'université de Californie à Berkeley, où il restera le restant de sa carrière.
En 1965, il acquiert la nationalité américaine et obtient une chaire professorale permanente l'année suivante à l'université de Californie à Berkeley.
En 1991, il prend sa retraite de l'université de Californie à Berkeley.
Il reçoit en 1995 le prix de l'Evolutionary Programming Society pour l'ensemble de sa carrière.
Il décède des suites d'un cancer à l'âge de 69 ans au Centre Médical d'Alta Bates à Berkeley, le 21 février 1996.

## Travaux
Bien que mathématicien de formation, le professeur Bremermann, a appliqué ses connaissances et dirigé ses recherches vers de nombreux domaines scientifiques situé en dehors du strict champs des mathématiques.
Sa thèse de doctorat l'amène à travailler sur un aspect particulier du problème de Levi (du nom du mathématicien italien Eugenio Elia Levi).
Dès 1957, son travail l'amène à étudier des sujets liés à la physique et en particulier à la théorie des quanta.
Il établit en 1962 la limite de Bremermann, une limite de vitesse de calculabilité informatique dans un espace matériel, dérivée des travaux sur la théorie des quanta d'Einstein et du principe d'incertitude d'Heisenberg.
Bien que professeur du département de mathématiques de l'université de Californie à Berkeley pendant plus de 30 ans, ses recherches l'ont amené à rejoindre le département de physique médicale en 1970, puis la division de biophysique et physiologie cellulaire du département de biologie cellulaire et moléculaire.
Ses travaux ont abordé de nombreux sujets tels que la physique, la théorie des distributions, la théorie de la calculabilité, l'intelligence artificielle et la biomathématique.
En 1978, il donne une série de conférences sur le thème Ce que font les physiciens (What Physicists Do) à l'Université d'État de Sonoma (qui dépend de l'université de Californie), durant lesquelles il développe ses idées sur les limites physiques de la compréhension mathématique des systèmes physiques et biologiques.
Durant les années 1980, le professeur Bremermann continue ses recherches dans le domaine de la biomathématique, notamment dans le domaine des modèles parasitaires et des maladies. Il analyse par exemple les stratégies pathogènes comme le cancer.
Il a continué ses travaux après sa retraite de l'université de Californie à Berkeley, développant notamment son intérêt pour l'étude du SIDA, sujet sur lequel il a produit un certain nombre de publications.